# Кузминская, Татьяна Андреевна
Татьяна Андреевна Кузминская (29 октября [10 ноября] 1846, Москва, Российская империя — 24 декабря 1925, Ясная Поляна, Тульская губерния, СССР) — русская писательница, мемуаристка.

## Биография
Родилась в семье московского врача Андрея Евстафьевича Берса; её сестра Софья Андреевна была женой Льва Толстого. Татьяна Кузминская большую часть юности провела в семье Толстых, дружила с писателем, часто сопровождала его во время верховой езды или охоты, помогала переписывать очередные главы романа «Война и мир». В 1867 году вышла замуж за своего двоюродного брата юриста Александра Михайловича Кузминского (1843—1917).
В 1919 году переехала и жила до смерти в Ясной Поляне.
По признанию Льва Толстого, послужила (вместе со своей сестрой Софьей Андреевной) прототипом Наташи Ростовой в романе «Война и мир». Афанасий Фет посвятил ей стихотворение «Т. А. Кузминской».
Будучи в преклонном возрасте, Татьяна Кузминская, подводя итоги жизни, писала: 

Какая счастливая звезда загорелась надо мной, или какая слепая судьба закинула меня с юных лет и до старости прожить с таким человеком, как Лев Николаевич?.. Ему одному я слепо верила, его одного я слушалась с молодых лет… Я была свидетельницей всех ступеней переживаний этого великого человека, как и он был руководителем и судьёй всех моих молодых безумств, а позднее — другом и советчиком.
Кузминская умерла 24 декабря 1925 года и похоронена недалеко от Ясной Поляны, в деревне Кочаки (ныне Щёкинский район, Тульская область) на кладбище возле храма Николая Чудотворца, рядом с могилой своей старшей сестры Софьи Толстой.

## Творчество
Литературным творчеством стала заниматься в 1880-е годы под влиянием Толстого, правившего рукописи её рассказов. В 1885 году написала несколько автобиографических повестей, вошедших в сборник «Воспоминания прошлого». В 1886 году впервые были опубликованы рассказы Кузминской, посвященные крестьянской жизни «Бабья доля», «Бешеный волк». С 1908 года печатались воспоминания писательницы о Толстом и его семье.
В последние годы работала над книгой мемуаров «Моя жизнь дома и в Ясной Поляне», наиболее полном литературном источнике о творческой и домашней жизни Толстого, охватывающем период с 1846 по 1868 год. Мемуары были написаны задушевно, тепло и выразительно, хорошим литературным языком. В журнале «Новый мир» отмечалось, что «Наташа Ростова сошла со страниц „Войны и мира“ и написала воспоминания».
Вместе с тем Мстислав Цявловский, который был инициатором создания мемуаров Кузминской и помогал ей в работе над воспоминаниями, отмечал, что «хронология в них — самое слабое место», особенно это касается тех случаев, когда Татьяна Андреевна опиралась не на дневниковые записи и эпистолярные источники, а на собственную память.
Сотрудничала с журналом «Вестник Европы».

### Избранные сочинения
- Кузминская Т. А. Бабья доля : [Рассказ крестьянки]. — М.: [Посредник], ценз. 1886. — 72 с.
  - . — М.: Посредник, 1890. — 72 с.
  - . — М.: тип. товарщиства И. Д. Сытина, 1895. — 71 с.
  - . — М.: типо-лит. И. Е. Ермакова, 1896. — 71 с.
  - . — М.: типо-лит. И. Е. Ермакова, 1898. — 71 с.
  - . — М.: тип. т-ва И. Д. Сытина, 1902. — 63 с.
  - . — 6-е изд. — М.: Посредник, 1911. — 96 с. — (Для взрослых).
- Кузминская Т. А. Бешеный волк : (Истинное происшествие). — М.: тип. И. Д. Сытина и К°, 1891. — 36 с.
- Кузминская Т. А. В Ясной Поляне осенью 1907 года. — СПб.: тип. А. С. Суворина, 1908. — 51 с.
- Кузминская Т. А. Вегетарианский стол : С 416 рецептами. — СПб.: А. С. Суворин, 1904. — 178 с.
  - . — 2-е изд. — СПб.: А. С. Суворин, 1905. — 178 с.
  - . — 3-е изд. — СПб.: А. С. Суворин, 1907. — 178 с.
  - . — 4-е изд. — СПб.: А. С. Суворин, 1910. — 178 с.
  - . — 5-е изд. — СПб.: т-во А. С. Суворина «Новое время», 1914. — 178 с.
  - Вегетарианская кухня. — М.: Союзбланкоиздат : Юрваль, 1991. — 78 с. — 100 000 экз. — ISBN 5-85860-138-3.
- Кузминская Т. А. Воспоминания о графе Л. Н. Толстом в шестидесятых годах. — СПб.: тип. А. С. Суворина, 1908. — 47 с.
- Кузминская Т. А. Из жизни крепостной девочки (Быль). — СПб.: А. С. Суворин, 1911. — 88 с.
- Кузминская Т. А. Мои воспоминания о графине Марии Николаевне Толстой. — СПб.: т-во А. С. Суворина «Новое время», 1914. — 54 с.
- Кузминская Т. А. Моя жизнь дома и в Ясной Поляне : Воспоминания. — Berlin: Polyglotte, 1928. — Т. 1—3. — 173+184+192 с. — (Б-ка «Литературные новинки»).
  - . — [Л.]: М. и С. Сабашниковы, 1925—1926. — Т. 1—3. — 172+180+186 с. — (Записки прошлого : Воспоминания и письма / Тр. / Кооп. т-во по изучению и распространению произведений Л. Н. Толстого). — 5000 экз.
  - . — 2-е изд. — [Н. Новгород]: М. и С. Сабашниковы, 1927—1928. — Т. 1—3. — 172+178+188 с. — (Записки прошлого : Воспоминания и письма / Тр. / Кооп. т-во по изучению и распространению произведений Л. Н. Толстого). — 5000 экз.
  - Моя жизнь дома и в Ясной Поляне : Воспоминания : [О Л. Н. Толстом]. — М.: Правда, 1986. — 558 с. — (Литературные воспоминания). — 500 000 экз.
  - Моя жизнь дома и в Ясной Поляне : Воспоминания : [О Л. Н. Толстом]. — Киев: Мистецтво, 1987. — 484 с. — 55 000 экз.
- Кузминская Т. А. Моя жизнь дома и в Ясной Поляне. — 3-е изд. — Тула: Кн. изд-во, 1958. — 527 с. — 75 000 экз.
  - . — 3-е изд. — Тула: Кн. изд-во, 1964. — 527 с. — 50 000 экз.
  - . — 4-е изд. — Тула: Приок. кн. изд-во, 1964. — 527 с. — 75 000 экз.
  - . — Тула: Приок. кн. изд-во, 1973. — 520 с. — 100 000 экз.
  - . — Тула: Приок. кн. изд-во, 1976. — 511 с. — 150 000 экз.
  - . — Красноярск: Кн. изд-во, 1981. — 464 с. — 50 000 экз.
  - . — Калининград: Кн. изд-во : Янтар. сказ, 1998. — 735 с. — (Свет далекой звезды). — 1000 экз. — ISBN 5-85500-369-8.
  - . — 2-е изд. — Калининград: Кн. изд-во : Янтар. сказ, 1998. — 735 с. — (Свет далекой звезды). — 3000 экз. — ISBN 5-85500-522-4.
- Кузминская Т. А. Отношение графа Льва Николаевича Толстого к войне вообще. — Петроград: тип. т-ва А. С. Суворина «Новое время», 1915. — 35 с.
- Кузминская Т. А. Пропажа буланого : рассказ. — Орёл: тип. губ. правл., 1885. — 128 с. — (Содерж.: Воспоминания прошлого : Быль; Сестра и я : рассказ).
- Кузминская Т. А. Рассказы для детей. — СПб.: тип. Е. Евдокимова, 1892. — 16 с. — (Читальня нар. школы : журн. с картинками. — 1892. — Вып. 11/12).

## Киновоплощения
- В драматическом фильме «История одного назначения» (2017) роль Татьяны Андреевны Берс исполнила Елизавета Янковская.

## Комментарии
1. ↑  Их матери [Вера (1825—1910) и Любовь (1826—1886) Иславины] были родными сёстрами — дочерьми отставного капитана гвардии Александра Исленьева от непризнанного брака с княгиней Софьей Петровной Козловской (1795—1829; урожд. графиней Завадовской — дочерью Петра Завадовского)[1].